# Willi Walser
Willi Walser (1921–1981) was een Zwitsers politicus.
Willi Walser was lid van de Vrijzinnig Democratische Partij van Appenzell Ausserrhoden (FDP A.Rh., afdeling van de federale Vrijzinnig Democratische Partij). Hij was lid van de Regeringsraad van het kanton Appenzell Ausserrhoden.
Willi Walser was van 1975 tot 1978 en van 1980 tot 1981 Regierend Landammann (dat wil zeggen regeringsleider) van het kanton Appenzell Ausserrhoden. Hij overleed tijdens zijn tweede ambtstermijn.